# 威廉·明岑贝格
威廉·“维利”·明岑贝格（德語： 1889年8月14日—1940年6月）德国共产党政治活动家，1919年至1920年担任青年共产国际首任主席，1921年建立国际工人救济会。魏玛共和国时期为德国共产党重要的宣传家。30年代后期由于大清洗对苏联幻灭，流亡至法国巴黎展开反法西斯活动，德国入侵时被爱德华·达拉第政府逮捕，越狱后死于圣马塞兰。